# العلاقات الأسترالية البنينية
العلاقات الأسترالية البنينية هي العلاقات الثنائية التي تجمع بين أستراليا وبنين.

## مقارنة بين البلدين
هذه مقارنة عامة ومرجعية للدولتين:
| وجه المقارنة                                              | أستراليا                                   | بنين            |
| --------------------------------------------------------- | ------------------------------------------ | --------------- |
| المساحة (كم2)                                             | 7.69 مليون                                 | 114.76 ألف      |
| عدد السكان (نسمة)                                         | 24.51 مليون                                | 11.18 مليون     |
| الكثافة السكانية (ن./كم²)                                 | 3.19                                       | 97.42           |
| العاصمة                                                   | كانبرا، ملبورن                             | بورتو نوفو      |
| اللغة الرسمية                                             | لغة إنجليزية                               | لغة فرنسية      |
| العملة                                                    | دولار أسترالي، جنيه إسترليني، جنيه أسترالي | فرنك غرب أفريقي |
| الناتج المحلي الإجمالي (بليون دولار)                      | 1.32 تريليون                               | 9.27 مليار      |
| الناتج المحلي الإجمالي (تعادل القوة الشرائية) بليون دولار | 1.10 تريليون                               | 22.38 مليار     |
| الناتج المحلي الإجمالي الاسمي للفرد دولار أمريكي          | 56.31 ألف                                  | 762             |
| الناتج المحلي الإجمالي للفرد دولار أمريكي                 | 45.92 ألف                                  | 2.03 ألف        |
| مؤشر التنمية البشرية                                      | 0.939                                      | 0.480           |
| رمز المكالمات الدولي                                      | +61                                        | +229            |
| رمز الإنترنت                                              | .au                                        | .bj             |
| المنطقة الزمنية                                           |                                            | ت ع م+01:00     |

## منظمات دولية مشتركة
يشترك البلدان في عضوية مجموعة من المنظمات الدولية، منها:
| علم المنظمة | اسم المنظمة                               | تاريخ انضمام أستراليا | تاريخ انضمام بنين |
| ----------- | ----------------------------------------- | --------------------- | ----------------- |
|             | يونسكو                                    | 4 نوفمبر 1946         | 18 أكتوبر 1960    |
|             | مؤسسة التمويل الدولية                     | 20 يوليو 1956         | 5 فبراير 1987     |
|             | المركز الدولي لتسوية المنازعات الاستشارية | 1 يونيو 1991          | 14 أكتوبر 1966    |
|             | منظمة حظر الأسلحة الكيميائية              | ?                     | ?                 |
|             | مؤسسة التنمية الدولية                     | 24 سبتمبر 1960        | 16 سبتمبر 1963    |
|             | منظمة التجارة العالمية                    | ?                     | ?                 |
|             | وكالة ضمان الاستثمار متعدد الأطراف        | 10 فبراير 1999        | 26 سبتمبر 1994    |
|             | الاتحاد البريدي العالمي                   | ?                     | ?                 |
|             | الاتحاد الدولي للاتصالات                  | 27 مايو 1878          | 1961              |
|             | منظمة الشرطة الجنائية الدولية             | ?                     | ?                 |
|             | الأمم المتحدة                             | 1 نوفمبر 1945         | 20 سبتمبر 1960    |
|             | البنك الدولي للإنشاء والتعمير             | 5 أغسطس 1947          | 10 يوليو 1963     |

## وصلات خارجية
- موقع وزارة الخارجية الأسترالية